# A Very Gaga Holiday
A Very Gaga Holiday é o quarto extended play e o primeiro EP gravado ao vivo pela cantora e compositora americana Lady Gaga. O EP foi gravado junto com um especial de televisão chamado A Very Gaga Thanksgiving, como um especial de ação de graças. Foi lançado digitalmente em 23 de Novembro de 2011 pela editora discográfica Interscope Records.

## Antecedentes e gravação
Gaga apresentou "Orange Colored Sky", durante uma aparição surpresa no Oak Room, em Nova York a 29 de setembro de 2010, (com um vestido feito de cabelo) e novamente em 5 de janeiro de 2011. Brian Newman atuou como artista convidado no trompete para apresentações no Robin Hood Gala em 9 de maio de 2011, para beneficiar a Fundação Robin Hood e no Big Weekend da BBC Radio 1 em Carlisle, na Inglaterra em 15 de maio de 2011. Ela, então, executou no especial da ABC A Very Gaga Thanksgiving. Junto com "Orange Colored Sky", ela também interpretou sua versão para "White Christmas". Gaga colocou ênfase no lado do jazz da música. Ela acrescentou um segundo verso da música, depois de afirmar que "Essa música é muito curta e é uma bela canção de Natal, então eu adicionei um novo [verso] extra". Ela descreve um boneco de neve branco, a quem ela esta dizendo ser o Papai Noel, que vem a caminho para ela. Em 23 de novembro de 2011, foi anunciado que as duas músicas foram incluídas em um EP digital intitulado A Very Gaga Holiday, junto com outras duas faixas: As versões ao vivo despojadas de seus singles de 2011, "The Edge of Glory" e "Yoü and I", ambas do segundo álbum de estúdio da cantora, Born This Way. O anúncio aconteceu depois da inauguração do feriado Wonderland Gaga Workshop na Barneys New York. Foi lançado nos Estados Unidos pelas lojas digitais iTunes Store e Amazon.

## Faixas e formatos
| Versão padrão  |                                                            |                                                  |         |  |
| N.º            | Título                                                     | Compositor(es)                                   | Duração |  |
| 1.             | "White Christmas" (ao vivo em A Very Gaga Thanksgiving)    | Irving Berlin                                    | 3:22    |  |
| 2.             | "Orange Colored Sky" (ao vivo em A Very Gaga Thanksgiving) | Milton DeLugg, Willie Stein                      | 2:33    |  |
| 3.             | "Yoü and I" (ao vivo em A Very Gaga Thanksgiving)          | Stefani Germanotta                               | 3:34    |  |
| 4.             | "The Edge of Glory" (ao vivo em A Very Gaga Thanksgiving)  | S. Germanotta, Fernando Garibay, DJ White Shadow | 4:52    |  |
| Duração total: | Duração total:                                             | Duração total:                                   | 14:21   |  |

## Desempenho nas tabelas musicais

### Posições
Nos Estados Unidos, A Very Gaga Holiday estreou no posto de número 52 em 10 de dezembro de 2011. No Canadá, estreou na septuagésima quarta colocação e na parada da frança de álbuns mais vendidos digitalmente compilado pela associação Syndicat National de l'Édition Phonographique, teve seu auge na vigésima sexta posição.

### Vendas e certificações
| Região         | Certificador | Vendas | Referência | Referência |
| -------------- | ------------ | ------ | ---------- | ---------- |
| Estados Unidos | RIAA         | 43.000 | [ 9 ]      |            |

| Tabela (2011)                        | Melhor posição |
| ------------------------------------ | -------------- |
| Canadá - Canadian Albums Chart       | 74             |
| França - French Digital Albums Chart | 26             |
| Estados Unidos - Billboard 200       | 52             |
| Estados Unidos - Holiday Albums      | 9              |

## Histórico de lançamento
| Região         | Data                   | Formato          | Editora discográfica | Catálogo  |
| -------------- | ---------------------- | ---------------- | -------------------- | --------- |
| Estados Unidos | 23 de novembro de 2011 | Download digital | Interscope Records   | 481529282 |